# Sinochelus cinctipennis
Sinochelus cinctipennis är en skalbaggsart som beskrevs av Leon Fairmaire 1900. Sinochelus cinctipennis ingår i släktet Sinochelus och familjen Melolonthidae. Inga underarter finns listade i Catalogue of Life.